# Gustavo Adolfo Bécquer
Gustavo Adolfo Claudio Domínguez Bastida, bolj poznan kot Gustavo Adolfo Bécquer, španski pesnik in pisatelj, * 17. februar 1836, Sevilja, † 22. december 1870, Madrid.
Pripadal je obdobju pozne romantike. Čeprav se je že v času svojega življenja uveljavil kot umetnik, je šele po smrti pridobil ugled pomembnega ustvarjalca v španski književnosti.
Njegovi najbolj znani deli sta Rimas in Leyendas.

## Življenje in delo
Rodil se je 17. februarja 1836 v Sevilji kot sin slikarja Joséja Domíngueza Insaustija (bolj poznanega pod imenom José Domínguez Bécquer) ter Joaquine Bastide Vargas. Očetovi predniki so bili bogati trgovci flamskega rodu, imenovani Becker oziroma Bécquer, ki so se v 16. stoletju ustalili v andaluzijski prestolnici. Tako Gustavo kot njegov brat Valeriano sta prevzela priimek Bécquer za podpisovanje svojih del.
Krščen je bil v župniji San Lorenzo Mártir. Predniki po očetovi strani so bili slikarji andaluzijskih šeg; tudi Gustavo in brat Valeriano sta bila nadarjena za risanje. Po smrti svojega očeta, je Gustavo leta 1846 začel obiskovati šolo Real Colegio de Humanidades de San Telmo v Sevilji, kjer ga je učil Francisco Rodríguez Zapata, učenec pomembnega pesnika Alberta Lista. V šoli se je spoprijateljil z Narcisom Campillom, s katerim je začel sodelovati pri pisanju. Že zelo mlada sta napisala drami Los conjurados ter El bujarrón en el desierto. Leta 1847 je Gustavu umrla tudi mati, zato sta skrbništvo nad njim in nad njegovim bratom prevzela teta María Bastida ter stric Juan de Vargas.
Ko je leta 1847 Isabel II ukinila šolo, ki jo je obiskoval, se je Gustavo preselil k svoji botri Manueli Monnehay Moreni, premožni trgovki francoskega rodu. Botra ga je spodbujala k branju knjig iz svoje domače knjižnice, kjer se je Gustavo resnično navdušil za književnost. Malo pozneje se je začel šolati v ateljeju Antonia Cabrala Bejarana, vendar ga je literatura zanimala bolj kot slikanje, zato mu je stric Joaquín Domínguez Bécquer plačal ure latinščine, da bi lahko mladi Gustavo bral latinske klasike v izvirniku.
Po nekaj objavljenih delih v revijah, se je Bécquer leta 1854 preselil v Madrid, da bi postal slaven pisatelj. Kmalu je doživel veliko razočaranje, saj je bilo uspeti težje, kot si je sprva predstavljal. Da bi vseeno nekaj zaslužil za preživetje, je s svojimi prijatelji (Julio Nombela, Luis García Luna, Ramón Rodríguez Correa) pod psevdonimom Gustavo García pisal komedije in zarzuele, kot na primer La novia y el pantalón, v kateri s satiro opisuje meščansko okolje, ter La venta encantada, katere temelj je Don Kihot iz Manče. Preživljal se je z raznovrstnimi deli – prevajal je iz francoščine, bil je pomočnik urednika ter pisar in risar. 
Nekaj let kasneje se je z bratom preselil v Toledo z namenom, da bi dobil navdih za nastajajočo knjigo Historia de los templos de España. V tistem času sta ga zanimala Byronovo delo Hebrew Melodies ter Heinovo delo Intermezzo, saj se je navdušil nad prevodom Eulogia Florentina Sanza, objavljenega leta 1857 v reviji El Museo Universal. Še istega leta je dobil delo na Dirección de Bienes Nacionales, vendar ga je kmalu tudi izgubil, saj naj bi delovni čas posvečal pisanju ter risanju.
Bécquer je zbolel zaradi tuberkuloze ter postajal bolj in bolj nesrečen; le s pomočjo brata Valeriana ter prijateljev je uspel premagati krizo. Že kmalu pa se je lotil naslednjega projekta, ki ga je navdihnilo Chateaubriandovo delo Génie du christianisme. Začel je preučevati špansko krščansko umetnost ter jo združil s krščanskim mišljenjem, arhitekturo ter zgodovino. Nedolgo zatem je izdal prvi zvezek Historie de los templos de España, opremljenega z ilustracijami, ki jih je narisal brat Valeriano.
Okoli leta 1858 je spoznal Josefino Espín ter ji začel dvoriti, vendar se je kmalu zagledal v njeno sestro Julio Espín, operno pevko, ki jo je spoznal v literarnem krožku. Bécquer, zaljubljen v svojo muzo, je začel pisati prve pesmi, ki so bila pozneje zbrana v delu Rimas. Zveza med njima se ni obnesla, saj je Julia ciljala višje in se ni zadovoljila z umetnikom, ki še ni bil uveljavljen. V tem času se je Bécquer navdušil nad skladateljem Chopinom.
Leta 1860 je objavil Cartas literarias a una mujer, kjer v dialogu z namišljeno žensko pojasni svoje poglede na poezijo ter ljubezen.
V hiši zdravnika, ki ga je zdravil zaradi spolno prenosljive bolezni, je spoznal svojo bodočo ženo Casto Esteban y Navarra. Poročila sta se 19. maja 1861 v cerkvi San Sebastián v Madridu. Imela sta tri otroke: Gregorio Gustavo Adolfo, Jorge ter Emilio Eusebio. Bécquer v zakonu ni bil srečen – ves navdih za pisanje je črpal iz ljubezni do Elise Guillén, s katero je imel razmerje tik pred poroko s Casto. Da bi preživel svojo družino, se je Bécquer zaposlil pri novonastalem časopisu El Contemporáneo, kjer se je proslavil kot pisatelj.
Leta 1863 se je njegovo zdravstveno stanje poslabšalo, zato se je z bratom preselil v Zaragozo v samostan Veruela. Tukaj sta oba brata dobila navdih za ustvarjanje – Bécquer  je napisal zbirko pisem Desde mi celda. Čeprav tukaj nista ostala dolgo časa, je to obdobje izjemno pomemben del njune ustvarjalne poti. Po okrevanju se je Bécquer z družino preselil v Seviljo, kjer je še naprej ustvarjal v sodelovanju z bratom Valerianom. Ko je časopis El Contemporáneo prenehal izhajati, je začel pisati za El Museo Universal ter Los Tiempos, hkrati pa v Madridu opravljal dobro plačano službo kot nadzornik-cenzor del drugih pisateljev. Preko te službe je bratu Valerianu priskrbel državno pokojnino za delo slikarja španskih šeg in običajev. V tem času je Bécquer dokončeval svojo zbirko Libro de los gorriones.
Septembra leta 1870 je Valeriano umrl, kar je Bécquerja močno užalostilo. Le dva meseca kasneje, 22. decembra 1870, je umrl tudi sam. Vzrok smrti bi lahko bila tuberkuloza, sifilis ali pa obolenje jeter. Na smrtni postelji je prosil prijatelja in pesnika Augusta Ferrána, naj objavi njegova dela. Pokopan je bil naslednji dan v Madridu, vendar so njegove ter bratove posmrtne ostanke leta 1913 preselili v Seviljo.
Takoj po njegovi smrti so prijatelji Rodríguez Correa, Campillo, Nombela ter Ferrán zbrali Bécquerjeve rokopise ter jih pripravili za objavo, da bi finančno pomagali pokojnikovi ženi ter otrokom. Prva izdaja je izšla že leta 1871.

## Analiza dela
Ko je Bécquer začel pisati, je bil v Španiji realizem že v polnem razmahu. Zgledoval se je predvsem po nemškem pesniku Heineju, pa tudi po angleškem pesniku Byronu. Njegova poezija se razlikuje od tiste, ki so jo pisali drugi romantični pesniki, saj je bolj preprosta, intimna in melanholična. Njegova poezija je močno vplivala na poznejše pesnike kot so Rubén Darío, Antonio Machado, Juan Ramón Jiménez ter pesnike generacije 27. Mnogi kritiki ga smatrajo za začetnika španske sodobne poezije.

### Rimas
Bécquerjeva poezijo so zbrali in izdali njegovi prijatelji šele po njegovi smrti v zbirki Rimas. Pred tem je obstajal samo pesnikov rokopis, imenovan Libro de los gorriones, ki ga danes hranijo v Nacionalni knjižnici v Madridu.
Vsebino iz omenjene pesniške zbirke lahko razdelimo v štiri skupine: prva je razmišljanje o poeziji ter umetniškem ustvarjanju; druga govori o ljubezni ter o njenem vplivu na pesnika; tema tretje je nenaklonjenost ter razočaranje; četrta pa govori o pesniku, ki se sooča s smrtjo, razočaran nad ljubeznijo in življenjem. Zbirka Rimas se začne s predgovorom Introducción sinfónica, ki ga je pesnik verjetno napisal kot predgovor za vsa svoja dela.
Rima XXI je njegova najbolj znana pesem:

¿Qué es poesía?, dices mientras clavas
en mi pupila tu pupila azul.
¡Qué es poesía! ¿Y tú me lo preguntas?
Poesía... eres tú.
Kaj je poezija?, me vprašaš, medtem ko se zagleda
v mojo zenico tvoja modra zenica.
Kaj je poezija! In ti me to vprašaš?
Poezija … si ti.

Ptice so motiv, ki se zelo pogosto pojavlja v njegovi poeziji, kot na primer v Rima LII:

Volverán las oscuras golondrinas
En tu balcón sus nidos a colgar
Y otra vez con el ala a sus cristales,
Jugando llamarán.
Pero aquellas que el vuelo refrenaban
Tu hermosura y mi dicha a contemplar,
Aquellas que aprendieron nuestros nombres,
¡Esas... no volverán!

Vrnile se bodo temne lastovke
na tvoj balkon svoja gnezda obešat.
In ponovno bodo s svojimi krili ob oknih
igrajoče klicale.
Vendar tiste, ki so upočasnile svoj let,
da bi opazovale tvojo lepoto in mojo srečo,
tiste, ki so se naučile najinih imen,
te … se ne bodo vrnile!

### Leyendas
To je zbirka 28 pripovedi, ki pripadajo žanru legenda. Nekatere opisujejo nadnaravne in pol verske (krščanske) dogodke, druge pa romantične dogodke. Mnoge imajo značilnosti gotskega terorja. Najpogostejše teme so orient in eksotika, smrt ter življenje po smrti, čarovništvo, religija ter animizem.

## Vsa dela
Poezija
- Rimas, zbirka, ki so njegovi prijatelji objavili po njegovi smrti leta 1871, pred tem je obstajal samo njegov rokopis Libro de gorriones

Proza
- Historia de los templos de España, Madrid, 1857, objavljen samo prvi zvezek
- Cartas literarias a una mujer, 1860-1861, objavljene v reviji El Contemporáneo
- Cartas desde mi celda, Madrid, 1864
- Leyendas:
  - El caudillo de las manos rojas
  - La vuelta del combate
  - La cruz del diablo
  - La ajorca de oro
  - El monte de las ánimas
  - Los ojos verdes
  - Maese Pérez, el organista
  - Creed en Dios
  - El rayo de luna
  - El Miserere
  - Tres fechas
  - El Cristo de la calavera
  - El gnomo
  - La cueva de la mora
  - La promesa
  - La corza blanca
  - El beso
  - La Rosa de Pasión
  - La creación
  - ¡Es raro!
  - El aderezo de las esmeraldas
  - La venta de los gatos
  - Apólogo
  - Un boceto del natural
  - Un lance pesado
  - Memorias de un pavo
  - Las hojas secas
  - Historia de una mariposa y una araña
  - La mujer de piedra, nedokončana
  - Amores prohibidos
  - El rey Alberto

Dramatika
- La novia y el pantalón
- La venta encantada
- Las distracciones
- La cruz del valle
- Tal para cual

Članki
- El maestro Herold
- La soledad
- El Carnaval
- La Nena
- Las perlas
- La mujer a la moda
- La pereza
- La ridiculez
- Caso de ablativo
- El grillito cantor